# Tarbagataji járás

A Tarbagataji járás Burjátföldön

A Tarbagataji járás (oroszul Тарбагатайский район, burját nyelven Тарбагатай аймаг) Oroszország egyik járása a Burját Köztársaságban. Székhelye Tarbagataj.

## Népesség
- 2002-ben 16 316 lakosa volt.
- 2010-ben 16 476 lakosa volt, melyből 15 120 orosz, 995 burját, 66 örmény, 43 ukrán, 35 azeri, 29 tatár stb.